# Marumba juvencus
Espèce
Marumba juvencus est une espèce de lépidoptères appartenant à la famille des Sphingidae, à la sous-famille des Smerinthinae, à la tribu des Smerinthini et du genre Marumba.

## Description
L'espèce est très proche de Marumba sperchius et Marumba tigrina.

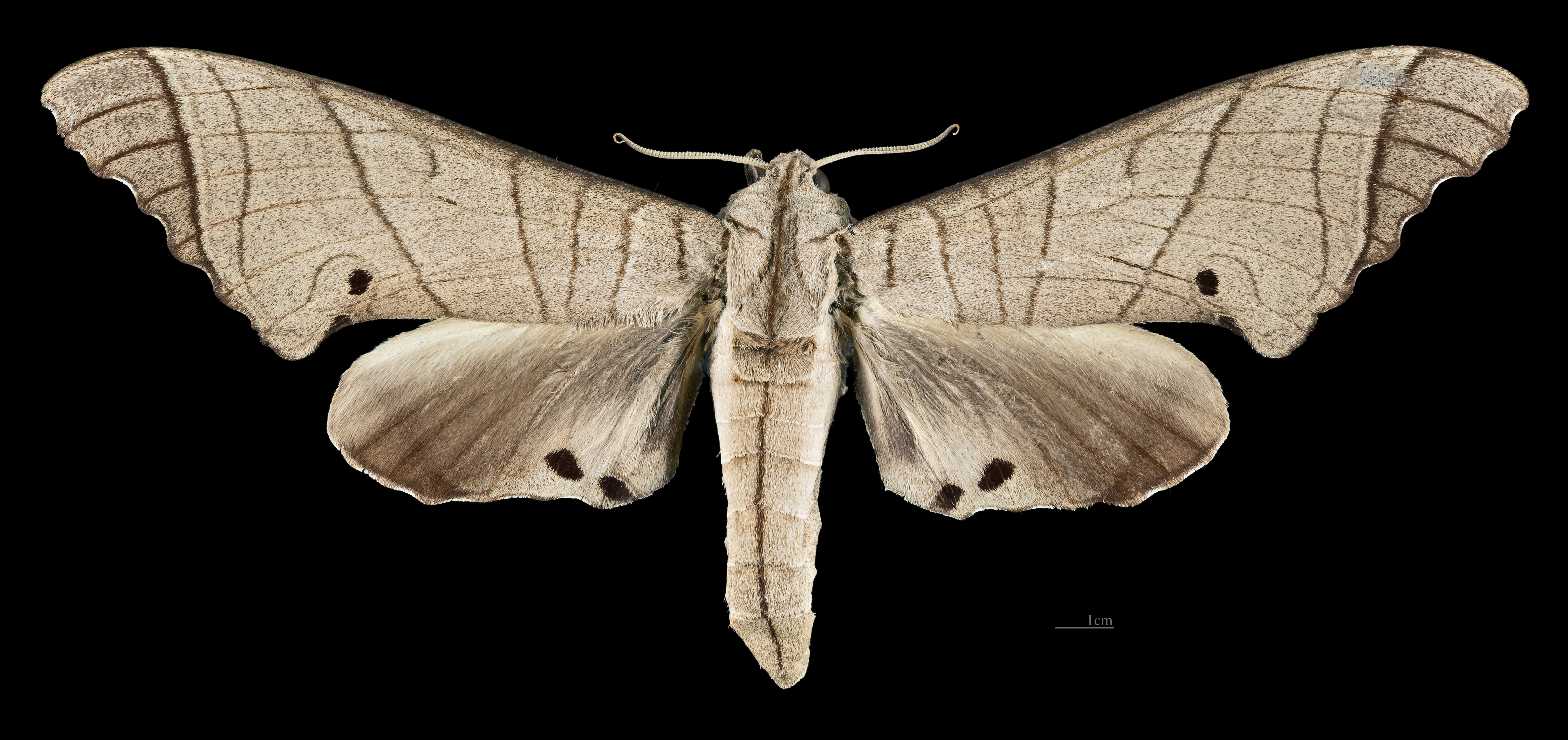
Apers du mâle (coll.MHNT)
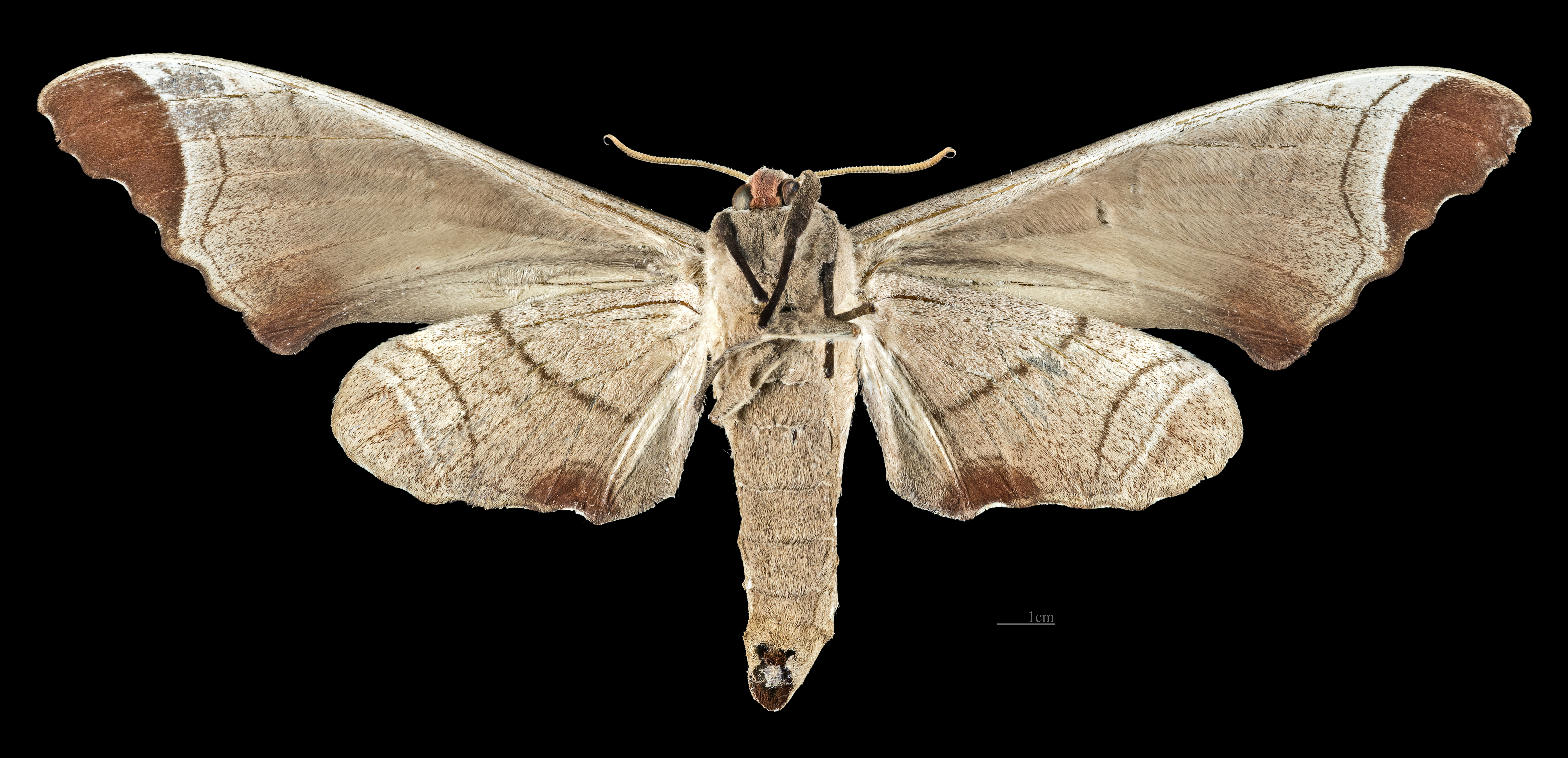
Revers du mâle (coll.MHNT)

## Distribution et habitat
Distribution
L'espèce est connue en Malaisie péninsulaire, Sumatra et Bornéo.
Habitat
L'habitat est constitué de forêts de plaine.

## Systématique
L'espèce Marumba juvencus a été décrite par les entomologistes Lionel Walter Rothschild et Karl Jordan en 1902.

### Synonymie
- Marumba juvencus brunea (Diehl, 1982)